# Agnes Thorberg Wieth
Agnes Thorberg-Wieth (f. Agnes Josephine Caroline Thorberg Sommer, 31. maj 1886 i København – 25. februar 1981 smst.) var en dansk skuespiller.
Hun var gift med skuespilleren Carlo Wieth og mor til skuespilleren Mogens Wieth.
Agnes Thorberg-Wieth er begravet på Vestre Kirkegård i København.
Agnes Thorberg Weth var oldemor til Amalie Schøth-Wieth og Johan Suurballe Wieth fra bandet Iceage.

## Udvalgt filmografi
- Sommerglæder (1940)
- Drama på slottet (1943)
- Billet mrk. (1946)
- Ta', hvad du vil ha' (1947)
- Café Paradis (1950)